# Getto w Bukowsku
Getto w Bukowsku – żydowska dzielnica istniejąca w Bukowsku w powiecie sanockim w czasie okupacji niemieckiej funkcjonowało od wiosny do września 1942.
Getto powstało na wiosnę 1942 roku. Na jego terenie mieszkało około 1500 osób uznanych za Żydów, w tym 800 Żydów pochodzących z samego Bukowska oraz pobliskich miejscowości. Getto zlokalizowane było wokół tzw. Targowicy, nad potokiem Sanoczek, wzdłuż drogi prowadzącej do Sanoka. Ogrodzone było drutem kolczastym. Od 5 sierpnia do 15 października 1942 hitlerowcy zamordowali na miejscowym kirkucie kilkudziesięciu bukowskich Żydów. Decyzję o likwidacji dzielnicy władze niemieckie podjęły prawdopodobnie we wrześniu 1942 roku. Wtedy też więźniów getta w liczbie ok. 1500 osób przewieziono do obozu w Zasławiu, gdzie część z nich zamordowano, natomiast pozostałych przewieziono do obozu w Bełżcu.